# Falkvåltjärnarna (Storsjö socken, Härjedalen, 697914-135283)
Falkvåltjärnarna är en sjö i Bergs kommun i Härjedalen och ingår i Ljungans huvudavrinningsområde. Sjön har en area på 0,0367 kvadratkilometer och ligger 907,6 meter över havet.

## Delavrinningsområde
Falkvåltjärnarna ingår i det delavrinningsområde (697972-135292) som SMHI kallar för Mynnar i Tandån. Medelhöjden är 928 meter över havet och ytan är 2,54 kvadratkilometer. Det finns inga avrinningsområden uppströms utan avrinningsområdet är högsta punkten. Vattendraget som avvattnar avrinningsområdet har biflödesordning 3, vilket innebär att vattnet flödar genom totalt 3 vattendrag innan det når havet efter 331 kilometer. Avrinningsområdet består mestadels av kalfjäll (91 procent). Avrinningsområdet har 0,23 kvadratkilometer vattenytor vilket ger det en sjöprocent på 8,8 procent.